# Dom Cavati
Dom Cavati es un municipio brasileño del estado de Minas Gerais. Su población estimada en 2004 era de 10.117 habitantes. 